# Duchovní minimalismus
Duchovní minimalismus, nebo též mystický minimalismus, spirituální minimalismus, či svatý minimalismus apod. (anglicky Holy minimalism) je výraz označující hudební směr skupiny skladatelů západní klasické hudby konce 20. století.

## Charakteristika
Skladby duchovního minimalism se vyznačují minimalistickou kompoziční estetikou a důrazem na zřetelně duchovní nebo mystický námět.
Označení duchovní minimalismus může být někdy chápán pejorativně. Sami skladatelé většinou odmítali toto označení,. Nelze v této souvislosti ani hovořit o samostatné "hudební škole" v pravém slova smyslu. Jejich značná odlišnost ať již národnostní, či jejich rozdílné duchovní zázemí a kompoziční inspirace, činí označení velmi problematickým. Je však obecně rozšířen a užíván, byť některými muzikology a hudebními kritiky kriticky, především z důvodu absence lepšího výraz. Určitou alternativy názvu může být označení "novokontemplativní hudba (Neo-Contemplative Music)".

## Historie
S rostoucí popularitou minimalistické hudby v 60. a 70. letech 20. století, která často kontrastovala s obecně uznávanou hudební estetikou serialismu a aleatorické hudby, se někteří skladatelů ve své tvorbě orientovali k minimalistické tvorbě skladatelů Terry Rileyho, Philipa Glasse a Steva Reicha, začali pracovat s tradičnější představou prosté melodie i harmonie v zásadně zjednodušeném systému. Tento přechod byl často chápán jako prvek hudební postmoderny nebo jako projev novoromantismu, vnímaného jako návrat k lyricismu 19. století.

## Osobnosti
Mezi nejvýraznější příklady praktikující tento směr patří skladatelé Arvo Pärt, John Tavener, Henryk Górecki, Alan Hovhaness, Sofia Gubajdulina, Gija Kančeli, Hans Otte, Pēteris Vasks, Vladimír Godár a další.